# Andrei Cornea

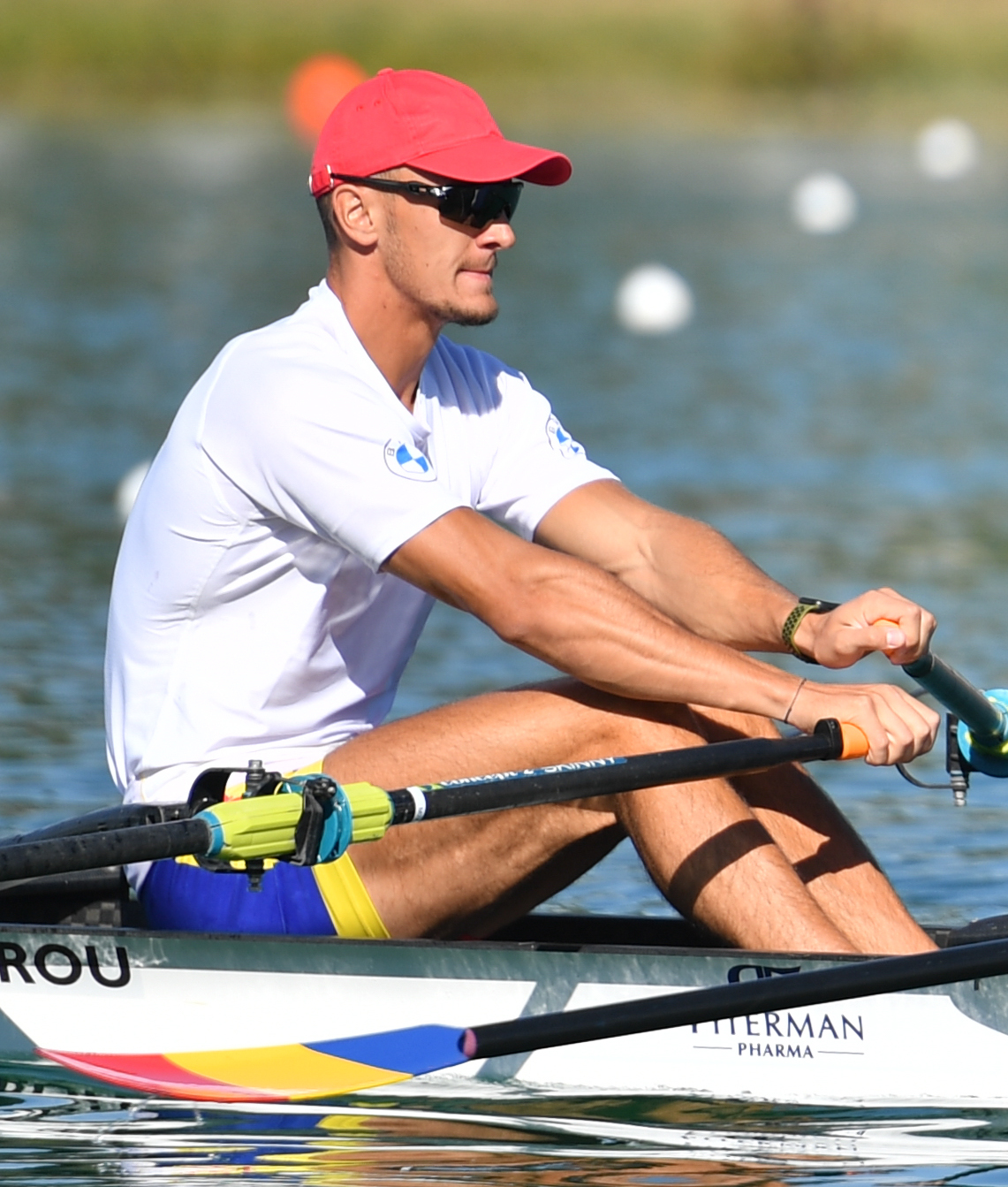
Andrei Cornea rudert bei den Europameisterschaften 2022.

Andrei Sebastian Cornea (* 10. November 1999 in Vatra Dornei) ist ein rumänischer Ruderer, der 2024 Europameister und Olympiasieger wurde.

## Sportliche Karriere
Cornea trat bei den Junioren-Weltmeisterschaften 2017 und 2018 an, erreichte aber kein A-Finale.
Im Oktober 2020 fanden in Posen die Europameisterschaften 2020 statt, Cornea belegte mit dem Doppelvierer den zehnten Platz. 2021 konnte er sich mit dem Doppelvierer nicht für die Olympischen Spiele qualifizieren. 2022 wechselte Cornea in den Doppelzweier. Zusammen mit Cristian-Ionut Cojucaru wurde er 10. bei den Europameisterschaften in München und 17. bei den Weltmeisterschaften in Račice u Štětí. 2023 folgte der siebte Platz im Doppelvierer bei den Weltmeisterschaften 2023 in Belgrad. 2024 bildete Cornea einen Doppelzweier mit Marian Enache. Bei den Europameisterschaften in Szeged gewannen die beiden mit sechseinhalb Sekunden Vorsprung auf die zweitplatzierten Spanier. Drei Monate später bei den Olympischen Spielen in Paris gewannen die Rumänen ihren Vorlauf und wurden Dritte im Halbfinale. Im Doppelzweier-Finale siegten die Rumänen mit fast anderthalb Sekunden Vorsprung vor den niederländischen Weltmeistern von 2023 Melvin Twellaar und Stef Broenink.